# XXXII Samolotowe Mistrzostwa Polski
XXXII Samolotowe Mistrzostwa Polski – zawody lotnicze rozegrane w dniach 9-15 października 1989 roku we Włocławku.
W mMistrzostwach wzięło udział 38 pilotów z 19 aeroklubów regionalnych, z czego sklasyfikowano 34 pilotów. Ze względów oszczędnościowych, załogi były jednoosobowe, przez co nie rozgrywano konkurencji rajdowych i obowiązywał regulamin zawodów w lataniu precyzyjnym. Gospodarzem mistrzostw był Aeroklub Włocławski, na swoje trzydziestolecie. Wszyscy piloci latali na samolotach PZL-104 Wilga 35. Kierownikiem sportowym był Andrzej Osowski.

## Przebieg
W skład konkurencji nawigacyjnych wchodziły osobno punktowane próby  regularności lotu na trasie oraz rozpoznania lotniczego. Za jedną sekundę odchylenia od regularności lotu naliczano trzy punkty karne, za niezidentyfikowanie obiektu lub nieodnalezienie znaku naliczano 20 punktów karnych. Trasy konkurencji nawigacyjnych miały długość 160–180 km. 
Pierwsza konkurencja nawigacyjna rozgrywana była we wtorek 10 października, w trudnych warunkach atmosferycznych. Do zidentyfikowania było 10 obiektów i do odnalezienia 14 znaków. W konkurencji tej czołowe miejsca zajęli: 
1. - Włodzimierz Skalik (64 pkt),
2. - Wacław Wieczorek (89 pkt),
3. - Ryszard Michalski (102 pkt),
4. - Janusz Darocha (107 pkt).

Wacław Nycz był w  tej konkurencji dziewiąty (165 pkt).
Druga konkurencja nawigacyjna rozgrywana była 11 października, w nieco lepszych warunkach atmosferycznych. W konkurencji tej czołowe miejsca zajęli:
1. - Wacław Nycz (61 pkt),
2. - Zbigniew Chrząszcz (72 pkt),
3. /4 - Janusz Darocha i Włodzimierz Skalik (89 pkt).

Trzecia konkurencja nawigacyjna rozgrywana była 12 października, ponownie w trudnych warunkach atmosferycznych. W konkurencji tej czołowe miejsca zajęli: 
1. - Wacław Nycz (88 pkt),
2. - Dariusz Lewek (100 pkt),
3. - Wacław Wieczorek (116 pkt),
4. - Jarosław Stan (117 pkt),
5. - Janusz Darocha (119 pkt).

Włodzimierz Skalik był siódmy (122 pkt), lecz po trzech konkurencjach zajmował pierwsze miejsce z 275 pkt, za nim Nycz (314 pkt) i Darocha (315 pkt).
13 października próbowano rozegrać czwartą konkurencję nawigacyjną, odwołaną jednak z powodu załamania pogody. 14 października rozegrano próby precyzji lądowań. Każdy zawodnik wykonywał po dwa lądowania normalne, znad bramki, bez użycia silnika i bez użycia silnika i klap. Za przelot linii lub niedolot naliczano punkty karne. W  konkurencji tej czołowe miejsca zajęli: 
1. - Wacław Nycz (10 pkt),
2. - Marek Kachaniak (27 pkt),
3. - Wojciech Czop (34 pkt),
4. - Włodzimierz Skalik (37 pkt).

Janusz Darocha był w tej konkurencji dziesiąty (78 pkt).

## Wyniki
| #   | Pilot                 | Aeroklub    | Suma punktów karnych |
| 1.  | Włodzimierz Skalik    | Częstochowa | 312 pkt              |
| 2.  | Wacław Nycz           | Rzeszów     | 324 pkt              |
| 3.  | Janusz Darocha        | Częstochowa | 393 pkt              |
| 4.  | Wacław Wieczorek      | Kraków      | 413 pkt              |
| 5.  | Zbigniew Chrząszcz    | Wrocław     | 436 pkt              |
| 6.  | Dariusz Lewek         | Rzeszów     | 466 pkt              |
| 7.  | Marek Kachaniak       | Rzeszów     | 484 pkt              |
| 8.  | Krzysztof Lenartowicz | Kraków      | 556 pkt              |
| 9.  | Dariusz Kubicki       | Bydgoszcz   | 590 pkt              |
| 10. | Andrzej Figiel        | Lublin      | 631 pkt              |
| 11. | Ryszard Michalski     | Łódź        | 702 pkt              |
| 12. | Henryk Sroka          | Ostrów      | 740 pkt              |
| 13. | Dariusz Brzykcy       | Elbląg      | 798 pkt              |
| 14. | Wojciech Czop         | Kraków      | 851 pkt              |
| 15. | Krzysztof Wieczorek   | Kraków      | 914 pkt              |